# Klara Hammarström
Klara Lovisa Hammarström (Estocolmo, 20 de abril de 2000), conocida como Klara Hammarström, es una cantante y personalidad televisiva sueca. Ha participado junto a su familia en la serie de SVT Familjen Hammarström. Anteriormente, fue jinete en competiciones de hípica.

## Carrera profesional
Hammarström ha participado en Melodifestivalen en cuatro ocasiones. Compitió en 2020 con la canción "Nobody", que no logró clasificarse para la final. En mayo de 2020, colaboró en el tema The One con Mohombi. Luego, participó en Melodifestivalen 2021 con su canción "Beat of Broken Hearts". En esta última ocasión, habiéndose clasificado para la ronda de repesca, Andra Chansen, derrotó a la canción de Efraim Leo y se clasificó para la gran final de la competición, donde terminó en el sexto lugar de doce finalistas con una puntuación total de 74 puntos. Un año después, regresó a Melodifestivalen con la canción "Run to the Hills". En 2024, volvió al Melodifestivalen con la canción "On and On and On".

## Discografía

### Sencillos
| "Break Up Song"                                         | 2019 | —   |                                        |
| "You Should Know Me Better"                             | 2019 | —   |                                        |
| "Riding Home for Christmas"                             | 2019 | —   |                                        |
| "Nobody"                                                | 2020 | 100 | Melodifestivalen 2020                  |
| "The One" (con Mohombi)                                 | 2020 | —   |                                        |
| "Oh My Oh My"                                           | 2020 | —   |                                        |
| "DNA"                                                   | 2020 | —   |                                        |
| "Beat of Broken Hearts"                                 | 2021 | 10  | Melodifestivalen 2021                  |
| "Guld, svett & tårar" (con LIAMOO)                      | 2022 | —   | Sveriges Officiella OS-låt Peking 2022 |
| "Run to the Hills"                                      | 2022 | —   | Melodifestivalen 2022                  |
| "—" denota que no estuvo en las listas o no fue lanzado |      |     |                                        |